# Каракалпацька Вікіпедія
Каракалпацька Вікіпедія (кар. Qaraqalpaq Wikipediası) — розділ Вікіпедії каракалпацькою мовою. Створена у 2006 році. Каракалпацька Вікіпедія станом на 28 березня 2025 року містить 9281 статтю, 13 661 зареєстрованого користувача, 40 активних дописувачів, 4 адміністраторів
. Загальна кількість сторінок в каракалпацькій Вікіпедії — 20 966, редагувань — 105 870, завантажених файлів — 55
. Глибина (рівень розвитку мовного розділу) каракалпацької Вікіпедії дуже мала і становить лише 8 пунктів
. 

## Історія
- Січень 2008 — створена 100-та стаття[3].
- Серпень 2014 — створена 1 000-на стаття[3].